# Волковский (Челябинская область)
Волковский — поселок в Верхнеуральском районе Челябинской области России. Входит в состав Степного сельского поселения.
В 1906 году переселенцы из центральной губерний России выкупили пустующие земли, основали хутор.

## География
Около села протекает река Урал. Расстояние до районного центра города Верхнеуральска 8 км.

## Население
| 2002 | 2010 |
| ---- | ---- |
| 380  | ↘302 |

(в 1970 — 671, в 1983 — 512, в 1986 — 596, в 1995 — 536)

## Улицы
- Воронцова,
- Набережная,
- Новая,
- Первомайская,
- Почуева,
- Уральская,
- Центральная,
- Школьная.